# وی۵۳۳ شاه‌تخته
وی۵۳۳ شاه‌تخته یک ستاره است که در صورت فلکی شاه‌تخته قرار دارد.